# Fischbach (Neurenberg)
Fischbach is een plaats in de Duitse gemeente Neurenberg, deelstaat Beieren, en telt 4884 inwoners (2005).